# Федерико (Арборея)
Федерико (итал. Federico di Arborea; 1377—1387) — судья Арбореи с 1383 (фактически не правил).

## Происхождение и семья
Старший сын Элеоноры Арборейской и её мужа знатного генуэзца Бранкалеоне Дориа.

## Биография
Вступил на трон в 6-летнем возрасте, и фактическим правителем была его мать.
В 1382 году Элеонора заключила договор с дожем Генуи Николо Гуарко, согласно которому получала заём в размере 4000 флоринов в обмен на обещание женить Федерико на его дочери Бьянкине по достижении брачного возраста.
В 1383 году судья Арбореи Угоне III был убит заговорщиками вместе с единственной дочерью и наследницей Бенедеттой. Бароны юдиката избрали новым судьёй Федерико, как самого близкого родственника убитого. Отец юного князя Бранкалеоне Дориа в это время находился в заключении в Арагоне, и регентшей Арбореи стала Элеонора.
В 1387 году Федерико умер в возрасте 10 лет. Ему наследовал младший брат Мариано V.